# الأحمدية (ريف دمشق)
الأحمدية قرية سوريّة تتبع إداريّاً لمحافظة ريف دمشق منطقة دوما ناحية النشابية، بلغ تعداد سكانها 2,352 نسمة حسب التعداد السكاني لعام 2004.